# Бригатос
Бригатос — вероятно, галатский правитель примерно в 41/40 — 37/36 годах до н. э.
О Бригатосе известно из обнаруженных надписей, где сообщается о его сыновьях: галатском тетрархе Аминте и верховном жреце в храме Анкиры Касторе. Как отметили исследователи, имя Бригатоса по своему происхождению является кельтским. По реконструкции, в частности, А. Кошкуна, отцом Бригатоса был Дейотар II Филопатор, а братом — Кастор III. Женой Бригатоса стала дочь Аминты I. Вероятно, Бригатос правил в Галатии примерно в 40 — 37 годах до н. э.